# Antarctoneptunea
Antarctoneptunea es un género de moluscos gasterópodos marinos de la familia Austrosiphonidae.

## Distribución
Los caracoles marinos Antarctoneptunea se los puede encontrar en aguas profundas que rodean Nueva Zelanda y en el Océano Austral que rodea la Antártida, particularmente en el Mar de Ross.

## Evolución
Los árboles filogenéticos construidos a partir de los estudios moleculares basados en datos de secuencias de ADN ribosómico nuclear y genómico mitocondrial indican que Antarctoneptunea está estrechamente relacionado con el género Kelletia del hemisferio norte y los buccinos sifón Penion que se encuentran en las aguas que rodean Nueva Zelanda y Australia. Se ha sugerido que algunas especies fósiles antárticas de Penion están mal clasificadas como Antarctoneptunea . 

## Especies
Las especies del género Antarctoneptunea incluyen:
- Antarctoneptunea aurora (Hedley, 1916)[2][3][6]
- Antarctoneptunea benthicola (Dell, 1956)[3][6]